# Microdynerus longicollis
Microdynerus longicollis är en stekelart som beskrevs av Morawitz 1895. Microdynerus longicollis ingår i släktet Microdynerus och familjen Eumenidae. Utöver nominatformen finns också underarten M. l. sicanius.